# Lê Quảng Ba
Lê Quảng Ba (1914–1988) là một tướng lĩnh người Tày đầu tiên của Quân đội nhân dân Việt Nam, nguyên Tư lệnh đầu tiên Quân khu Việt Bắc. Ông tên thật là Đàm Văn Mông; dân tộc Tày; quê xã Sóc Hà, huyện Hà Quảng, tỉnh Cao Bằng. Ông là một trong những người đã đưa Chủ tịch Hồ Chí Minh từ Trung Quốc về nước đầu năm 1941, chịu trách nhiệm nơi ăn, chốn ở, nơi họp và bảo vệ Hội nghị Trung ương Đảng Cộng sản Đông Dương lần thứ 8.

## Tiểu sử tóm tắt
- Ông tham gia cách mạng năm 1935, gia nhập Đảng Cộng sản Đông Dương năm 1936.
- Năm 1941, ông cùng Lê Thiết Hùng tổ chức lớp học quân sự đầu tiên ở Cao Bằng để thành lập đội du kích tập trung đầu tiên và phụ trách đội, trong đội có Nông Thị Trưng.
- Từ cuối năm 1944 đến năm 1945, ông làm Ủy viên quân sự và Phái viên kỳ bộ Việt Minh ở Cao-Bắc-Lạng.
- Từ tháng 11 năm 1945 đến năm 1947, ông làm Khu phó Khu 1, Khu trưởng Khu Hà Nội rồi Khu trưởng Khu 12.
- Từ năm 1948 đến năm 1949, ông làm Chỉ huy phó Mặt trận 2 (Đông Bắc) rồi Chỉ huy trưởng Mặt trận Duyên hải Đông Bắc và Chiến dịch Thập Vạn Đại Sơn. Được phong cấp Đại tá trong đợt phong quân hàm đầu tiên.
- Tháng 12 năm 1949, ông làm Tư lệnh Liên khu Việt Bắc.
- Tháng 5 năm 1951, ông làm Đại đoàn trưởng đầu tiên Đại đoàn 316.
- Từ năm 1957 đến năm 1959, ông làm Tư lệnh Quân khu Việt Bắc [1]. Thụ phong quân hàm Thiếu tướng năm 1958.
- Năm 1960, ông chuyển ngành, làm Trưởng ban Ban Dân tộc Trung ương, Chủ nhiệm Ủy ban Dân tộc của Chính phủ,
- Năm 1976, ông làm Phó Chủ nhiệm Ủy ban Nông nghiệp Trung ương.

Ông là Ủy viên Ban Chấp hành Trung ương Đảng Cộng sản Việt Nam khóa III, đại biểu Quốc hội từ khóa II đến khóa VI, Ủy viên Đoàn Chủ tịch Ủy ban Trung ương Mặt trận Tổ quốc Việt Nam.